# Jacutinga-de-garganta-azul
A jacutinga-de-garganta-azul, cajubi, jacutinga, cujubim, cujubi-de-barbela-fina ou cujubi-de-garganta-azul (Pipile cumanensis) é uma espécie de ave da família Cracidae encontrado na América do Sul. Pode ser encontrada no Paraguai,  Bolívia, Brasil, Peru, Equador, Colômbia, Venezuela, Guiana, Suriname e Guiana Francesa.

## Subespécies
São reconhecidas duas subespécies:
- Pipile cumanensis cumanensis (Jacquin, 1784) - ocorre do leste da Colômbia até a Venezuela, nas Guianas, no noroeste do Brasil e no Peru. Apresenta a barbela de coloração entre o azul e o azul cobalto, sem o estreito apêndice pendente encontrado na outra subespécie.
- Pipile cumanensis grayi (Pelzeln, 1870) - ocorre do sudoeste do Brasil até a Bolívia, nordeste do Paraguai e no sudeste do Peru. Apresenta a barbela na coloração azul clara com um estreito apêndice pendente também na coloração azul clara.